# Moniego
Moniego is een plaats (frazione) in de Italiaanse gemeente Noale.